# Vastitas Borealis

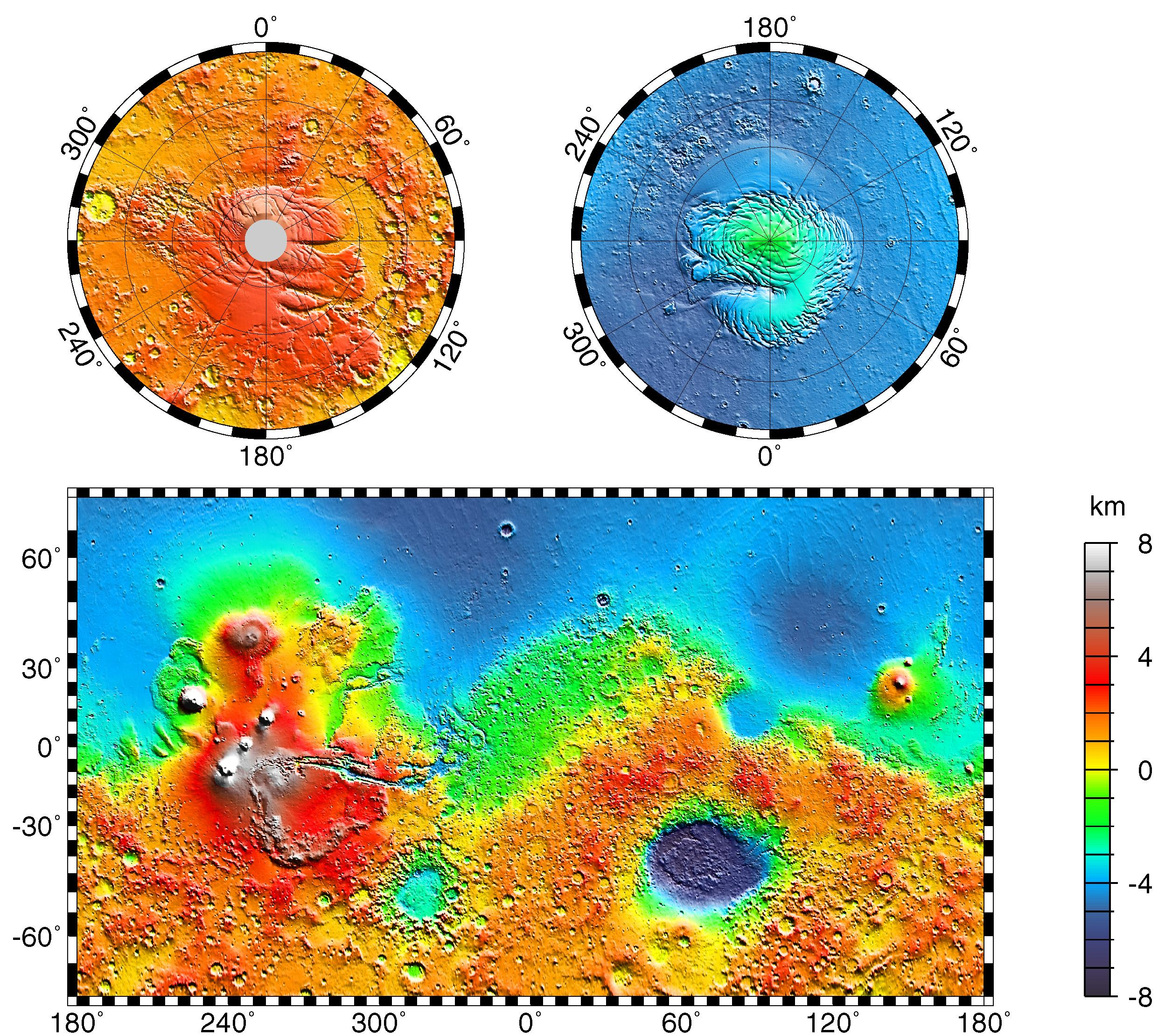
A Vastitas Borealis a topográfiai térkép tetején található, kék színnel jelölt alacsony fekvésű terület

A Vastitas Borealis (latin „északi puszta”) a Mars bolygó legnagyobb alföldje. A Mars északi félgömbjén helyezkedik el, körülvéve a bolygó északi sarkát. Néha egyszerűen a Mars Északi-alföldje néven említik. Északi része a Planum Boreum.
A régió Eugène Michel Antoniadi görög csillagásztól kapta a nevét, aki felfigyelt a területre jellemző albedóra (fényességbeli különbség a környező területektől), és erről írt La Planète Mars című könyvében (1930). A Nemzetközi Csillagászati Unió 1973-ban fogadta el hivatalos elnevezésként.
A Vastitas Borealison belül két medencét különítenek el: az Északi-sarki medencét és az Utopia Planitiát. Egyes tudósok azt gondolták, hogy a területet a Mars történetének valamely pontján óceán boríthatta. A feltételezett déli partvonalat meredélyek, alacsony dombok, elszórtan becsapódási kráterek szegélyezik. A Vastitas Borealis felülete kivehetően egyenletesebb, mint a délen fekvő hasonló területeké.
2005-ben az Európai Űrügynökség Mars Express űrszondája jelentős mennyiségű vízjeget fedezett fel a Vastitas Borealis egy kráterében. A hely környezeti feltételei valószínűleg alkalmasak arra, hogy a vízjég stabilan fennmaradjon. Az északi-sarki nyár idején a fagyott széndioxid szublimál, a vízjég azonban egész évben ott maradhat.
2008. május 25-én, a kora nyári időszakban a NASA Phoenix űrszondája leszállt a Vatitas Borealis nem hivatalosan Zöld völgynek nevezett régiójában, a 68,218830° északi és 234,250778° keleti koordinátáknál. Az egység víz után kutatva talajmintákat gyűjtött és elemzett a fagy érkeztéig, mintegy öt hónapig.